# Гробно место са спомеником Стевану Милованову
Гробно место са спомеником Стевану Милованову представља непокретно културно добро као споменик културе.
Споменик се налази на Алмашком гробљу на I парцели, I рејон, I ред. Саграђен је од црног мермера, облика уобичајеног за надгробне споменика.

## Стеван Милованов
Стеван Милованов ( 1855—1946) био је познат професор новосадске гимназије и њен дугогодишњи директор. Дошао је из Београда 1878. године и остао у Новом Саду све до своје смрти. Написао је неколико уџбеника из алгебре, геометрије и физике. Поред тога издао је и први штампани каталог библиотеке Матице српске.
Решењем Градског завода за обнову градитељског наслеђа и заштиту споменика културе Нови Сад, у оснивању бр. 01-297/2-84. од 08.12. 1984. године, утврђено је да два стара гробља у Новом Саду која су ван употребе, имају својства споменика културе. Гробља ван употребе су 1991.године проглашена за просторно културно-историјску целину од великог значаја ( Службени лист АПВ 25/ 91.)